# П'єр Жерар (граф Арманьяк)
П'єр Жерар (фр. Pierre Géraud d'Armagnac; д/н — 1241/1242) — граф Арманьяк і Фезансак в 1219—1241 роках.

## Життєпис
Походив з Дому Ломань. Старший син Жеро V, графа Арманьяка і Фезансака. Після смерті останнього 1219 року успадкував володіння. Втім через малий вік регентом став його дядько Арно-Бернар, що зберігав фактичну владу до 1226 року.
Після цього П'єр Жерар став одноосібним правителем. Стосовно його панування замало відомостей. Зберігав вірність королю Франції. Помер у 1241 або 1242 році. Спадкував брат Бернар V.